# Eon
Eon je nejvyšší geochronologická jednotka v geologické historii Země. Ve chronostratigrafii mu odpovídá eonotém (mezinárodně eonothem), což jsou horniny vzniklé během daného eonu. Eony představují časově intervaly několika set miliónů až daleko přes miliardu let. Celá geologická historie Země se dělí na čtyři eony / eonotémy: fanerozoikum, proterozoikum, archaikum a hadaikum. Eon se dělí na geologické éry, eonotém na eratémy.
Ve starší a populární vědecké literatuře se eon a eonotém často používají jako synonyma, což není zcela přesné. Hranice chronostratigrafických jednotek jsou určeny izochronními (stejně starými) stratigrafickými polohami. Určují je chronostratigrafické nebo biostratigrafické znaky, nikoliv absolutní věk. Z eonotémů je to však pouze případ fanerozoika. Jeho spodní hranice je stanovena chronostratigraficky pomocí GSSP, ostatní eonotémy jsou datované absolutně.
| eon / eonotém | počátek v Ma b2k | odchylka počátku v ±Ma | délka trvání v Ma |
| ------------- | ---------------- | ---------------------- | ----------------- |
| Fanerozoikum  | 538              | ±0,2                   | 538               |
| Proterozoikum | 2500             |                        | 1962              |
| Archaikum     | 4031             | ±3                     | 1531              |
| Hadaikum      | 4567,3           | ±0,16                  | 536               |

Hadaikum, archaikum a proterozoikum se někdy také označují jako prekambrium.
Hranice proterozoikum / archaikum je v současné době stanovena absolutně na 2500 Ma. V budoucnu však má být definována chronostratigraficky, jako stratotyp GSSP. Hranice archaikum / hadaikum a báze hadaika jsou dosud pouze přibližné.